# Девушка с веслом
Девушка с веслом — одна из известных скульптур советского периода в стиле соцреализма. Первые две версии статуи работы Ивана Шадра были установлены в 1935-м и 1936 году в центральном фонтане Парка им. Горького в Москве.
Одновременно с И. Шадром советский скульптор Ромуальд Иодко создал свои версии Девушки с веслом, отличавшиеся наличием одежды на женских фигурах, в то время как на статуях И. Шадра фигуры были обнажёнными.

## История

### Работы И.Д. Шадра
В 1934 году архитектору Александру Власову, который занимался реконструкцией ЦПКиО имени Горького в Москве, пришла идея установить в бассейне с фонтанами, который он спроектировал по центральной оси Большого партера парка, некую вертикальную доминанту в виде женской фигуры. Поскольку ранее Власов уже воспользовался идеей скульптора Ивана Шадра о постановке в парке множества слепков классических скульптур из запасников Государственного музея изобразительных искусств, то именно к нему обратился архитектор с заказом на главную скульптуру парка. Идею скульптуры обнажённой женской фигуры, символа эмансипации и равноправия женщин и мужчин в СССР, поддержала дирекция парка во главе с Бетти Глан.
В том же году Шадр начал работу над скульптурой «Девушка с веслом». По легенде, основной моделью скульптора стала Вера Волошина, студентка Московского института физкультуры. По другой версии, прототипом стала Нина Хоменкова. Скульптура изображала обнажённую девушку-спортсменку во весь рост с веслом в правой руке. Фигура девушки отличалась мощной пластикой форм и динамикой в повороте торса и головы; форма головы была чётко обрисована, волосы очень туго натянуты и закручены в два «рожка», лоб и затылок полностью открыты. Высоту скульптуры в 12 метров вместе с бронзовым постаментом Шадр определил, исходя из её масштабных соотношений с площадью фонтана и ведущих к нему аллей парка. Скульптуру установили в центре фонтана на главной аллее парка в 1935 году. Однако приёмная комиссия подвергла работу Шадра критике за чрезмерную высоту (по другой версии — из-за замечаний посетителей парка), и в том же году скульптуру переместили в парк культуры и отдыха Ворошиловграда. Её уменьшенная копия хранится в Третьяковской галерее. В конце 1950-х годов по настоянию жены скульптора гипсовую работу И. Шадра перевели в бронзу (по другой версии, это этюд для скульптуры, выполненный самим Шадром).
К лету 1936 года И. Д. Шадр создал новую уменьшенную восьмиметровую скульптуру из тонированного бетона. Моделью для неё стала гимнастка Зоя Бедринская (Белоручева). Скульптор изменил причёску, она стала более вольной и менее сексуальной, убрал мужские мускулы рук, пропорции фигуры девушки стали более вытянутыми по вертикали, силуэт — тоньше и романтичнее. Скульптура стояла в центре фонтана на каннелированной колонне, вокруг которой били струи воды, создавая вокруг статуи своеобразную завесу. Недалеко от центральной скульптуры в парке были размещены скульптура Е. Я. Янсон-Манизер «Метательница ядра» и копия античной скульптуры Мирона «Дискобол», также изображавшие обнажённых спортсменов.
В статье о выставке 1937 года один из рецензентов отмечал:
Показанный новый вариант «Девушки с веслом» Шадра несомненно удачнее предыдущего, хотя Шадром и здесь не изжиты моменты известного позирования, холодности в трактовке формы.
Скульптура была демонтирована в середине 1950-х годов.

### Работы Р.Р. Иодко
- Работы Р.Р. Иодко
- «Женщина с веслом», 1935 г.
- «Девушка с веслом», 1936 г.

Ошибочно считается, что скульптуры Ивана Шадра послужили прототипами для создания дешёвых гипсовых копий, которые были массово установлены в парках практически по всему СССР. На самом деле в их основу была положена работа скульптора Р.Р. Иодко с тем же названием, выполненная им для парка водного стадиона «Динамо» в 1936 году. Скульптура была высотой 2,5 м из гипса. В отличие от шадровской «Девушки», скульптура Иодко одета в спортивные трусы и майку, весло она держит в левой руке.
Годом ранее, в 1935 году, Ромуальд Иодко выполнил скульптуру «Женщина с веслом» для фонтана. Первоначально её установили на московском стадионе «Электрик» в Черкизово. Фигура женщины опирается на левую ногу, её правая нога поставлена на кубическую подставку, колено сильно выдвинуто вперёд. Правой рукой женщина опирается на весло, её левая рука опущена и касается бедра; на женщине надеты трусы и майка. Эта скульптура также послужила прототипом для тиражирования.

### Работы других авторов
Образ девушки с веслом присутствует в творчестве и других советских скульпторов:
- 1929—1932 — Н.И. Шильников, «Физкультурница с веслом»[8].
- 1939 — А.Л. Степаньян, «Девушка с веслом»[9].
- 1952 — В.И. Дерунов[10].

## Современность
3 сентября 2011 года воссозданная скульптура должна была быть установлена в ЦПКиО в рамках проведения международной регаты «Золотая ладья». Согласно сообщению представительницы парка скульптура была установлена 1 сентября 2011 года и открыта 3 сентября. Событие было приурочено ко Дню города Москвы.